# Štefan Dávid
Štefan Dávid (11. červenec 1838, Dolný Kubín - 10. únor 1928, Kúty) byl filolog, pedagog.

## Rodina
- Otec: Jozef Dávid ze Sv. Petra a Istebného
- Matka: Eva Rožňavská (Roznyavszka)

## Životopis
Roku 1857 ukončil gymnázium v Banské Bystrici, v letech 1857-1861 studoval klasickou filologii na univerzitě ve Vídni. Působil na gymnáziu v Bratislavě, později na gymnáziu v Budapešti. Publikoval články a recenze řecké a latinské klasické literatury a jazyka v odborných maďarských časopisech. Je také autorem latinské gramatiky, cvičebnice, čítanek, latinsko-maďarského a německo-maďarského slovníku. Věnoval se i hudbě.